# Sultanat Nadschd
Das Sultanat Nadschd (arabisch سلطنة نجد, im Deutschen auch Sultanat Nedschd) war nach dem Emirat Nadschd und Hasa (1902–1921) das zweite Staatsgebilde des dritten Staates der Saudis und bestand von 1921 bis 1926. Es war eine absolute Monarchie unter der Dynastie der Saud.
Dieses Staatsgebilde des dritten Saudi-Staates entstand, als Abd al-Aziz ibn Saud, der Emir von Riad, sich selbst zum Sultan von Nadschd und seinen Nebengebieten erklärte. Der Anlass für die Änderung von einem Emirat zu einem Sultanat war die 1921 erfolgte Eroberung und Annexion des nördlichen Nachbarterritoriums Schammar. Nachdem britische Truppen 1923 aus dem Königreich Hedschas abgezogen waren, griff Abd al-Aziz ibn Saud dieses Königreich der Haschimiten an. Im Dezember 1925 kapitulierten die Streitkräfte des Hedschas. Abd al-Aziz proklamierte sich im Januar 1926 zum König von Hedschas; noch im gleichen Jahr bildete er aus seinen Territorien das Königreich Hedschas und Nadschd, aus dem 1932 Saudi-Arabien hervorging.
Im März 1925 erbeuteten die Truppen des Nadschd in Mekka größere Bestände an Briefmarken des Hedschas, die auf Arabisch mit Post des Sultanats Nadschd 1343 überdruckt wurden und als die ersten Briefmarken des Sultanats katalogisiert werden.